# نهائي كأس إيطاليا 2007
نهائي كأس إيطاليا 2007 هي المباراة النهائية من منافسة كأس إيطاليا 2006–07، أقيمت المباراة في 2007، بين فريقي نادي روما، ونادي إنتر ميلانو، وفاز فيها نادي إنتر ميلانو، بعد أن هزم نادي روما، بنتيجة 7 - 4.

## تفاصيل المباراة
لعبت المباراة النهائية في 2007.
| نادي روما | 7 -4 | نادي إنتر ميلانو |
| --------- | ---- | ---------------- |
|           |      |                  |